# 5434 Tomwhitney
5434 Tomwhitney eller 1989 ES är en asteroid i huvudbältet som upptäcktes 6 mars 1989 av den amerikanske astronomen Eleanor F. Helin vid Palomar-observatoriet. Den är uppkallad efter Thomas D. Whitney.
Asteroiden har en diameter på ungefär 17 kilometer och den tillhör asteroidgruppen Ursula.